# Atollo Thiladhunmathi Uthuruburi
L'atollo Thiladhunmathi Uthuruburi (Thiladhunmathi Nord), nome ufficiale per Atollo Haa Alif, è l'atollo amministrativo più settentrionale delle Maldive, nato il 21 maggio 1958 dalla divisione dell'atollo Thiladhunmathi, anche conosciuto come Atollo Tiladummati, in una parte amministrativa settentrionale e una meridionale. È composto da 42 isole di cui 14 abitate. Thiladhunmathi Uthuruburi è il terzo atollo per estensione e per numero di abitanti delle Maldive e il più vicino a Sri Lanka e India.
A marzo 2015 sull'atollo erano presenti tre resort turistici.

## Isole abitate
Baarah, Berinmadhoo, Dhiddhoo, Filladhoo, Hathifushi, Hoarafushi, Ihavandhoo, Kelaa, Maarandhoo, Mulhadhoo, Muraidhoo, Thakandhoo, Thuraakunu, Uligamu, Utheemu, Vashafaru.

## Isole disabitate
Alidhoo, Alidhuffarufinolhu, Beenaafushi, Dhapparu, Dhapparuhuraa, Dhigufaruhuraa, Dhonakulhi, Gaafushi, Gaamathikulhudhoo, Gallandhoo, Govvaafushi, Huraa, Huvahandhoo, Innafinolhu, Kudafinolhu, Maafahi, Maafinolhu, Madulu, Manafaru, Matheerah, Medhufushi, Mulidhoo, Naridhoo, Umaraiffinolhu, Ungulifinolhu, Vagaaru, Velifinolhu.
Isole turistiche, aeroporti e isole industriali sono considerate disabitate.